# Scuderia Lancia
Scuderia Lancia, denominada más tarde como Squadra Corse HF Lancia, fue un equipo de automovilismo del fabricante italiano Lancia. Fue fundada en 1952 por Gianni Lancia, hijo del creador de la marca, Vincenzo Lancia. La Scudería Lancia oficialmente comenzó a competir en el deporte del motor en pruebas de resistencia, donde realizó papeles destacados en la Carrera Panamericana, Targa Florio y la Mille Miglia. El equipo también ingresó en la Fórmula 1 en 1954-1955 sin mucho éxito. Los mayores logros de la Squadra Corse HF Lancia se dieron en el Campeonato del Mundo de Resistencia, con tres títulos mundiales ganados entre 1979 y 1981, y en el Campeonato Mundial de Rally, donde ganó once títulos de constructores y cuatro títulos de pilotos entre 1974 y 1992. Desde comienzos de 1992, Lancia dejó todo compromiso formal en las carreras.

## Competiciones

### Fórmula 1

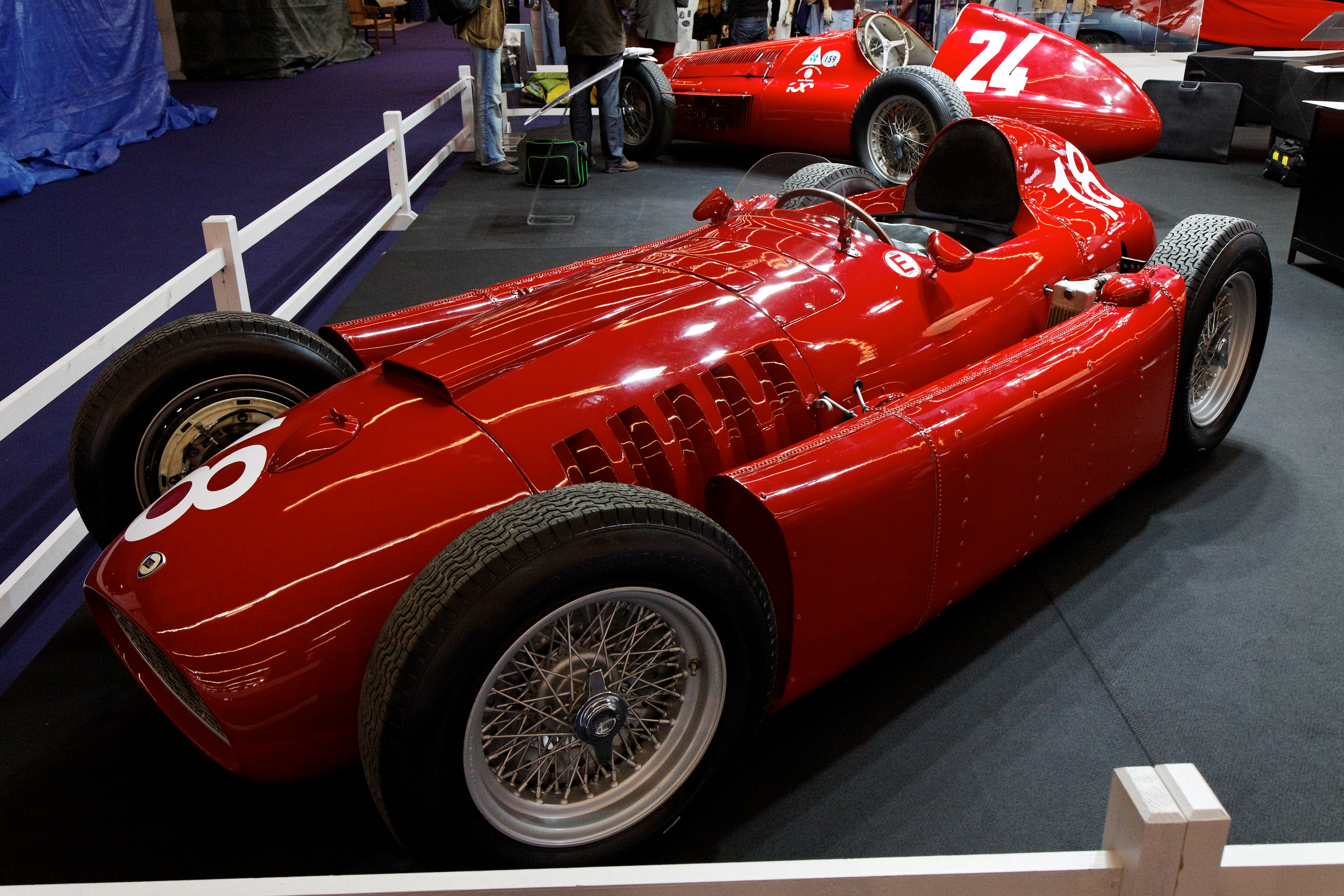
Lancia D50 de Fórmula 1, diseñado por Vittorio Jano

La Scuderia Lancia tuvo una breve participación en Fórmula 1. Disputó cuatro Grandes Premios en los campeonatos de 1954 y 1955, en los cuales obtuvo un podio, dos pole positions y una vuelta rápida.
El vehículo utilizado fue el Lancia D50 desarrollado por la propia empresa, que luego fue tomado por Ferrari para crear el Ferrari D50 (campeón 1956). Entre sus pilotos se encontraba el bicampeón mundial Alberto Ascari, quien falleció en mayo de 1955 mientras practicaba con un Ferrari, días después del Gran Premio de Mónaco.
Por esto último, por la crisis financiera que sufría y por el desastre de Le Mans en 1955, Lancia decidió retirarse del deporte del motor.

### Rallyes

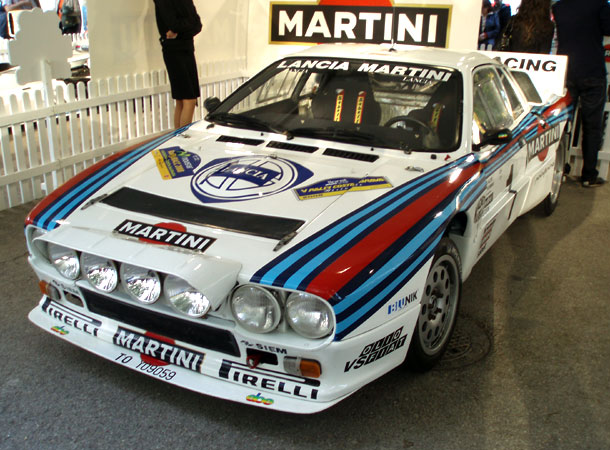
Lancia Rally 037

Su participación en el Campeonato del Mundo de Rallies fue muy importante en los años 70 y 80 con el Fulvia, Stratos, 037 y Delta. En este período Lancia consigue en once ocasiones el título del mundo de fabricantes. Sus pilotos consiguieron también en once ocasiones el título europeo de pilotos y además seis veces el título mundial. Los grandes éxitos y victorias dieron a Lancia gran popularidad en todo el mundo.

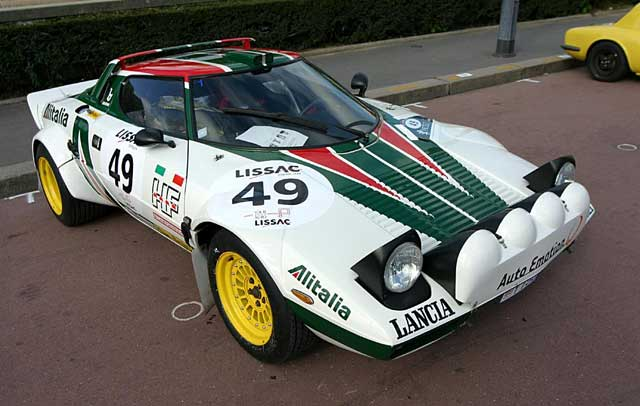
Lancia Stratos HF del Grupo 4

Lancia ha tenido mucho éxito en los deportes del motor en las últimas décadas, y sobre todo en el ámbito de los rallyes. Antes de la formación del Campeonato del Mundo de Rallies, Lancia obtuvo el título del entonces denominado Campeonato Internacional de Marcas (IMC por sus siglas en inglés) con el Fulvia en 1972. En el Mundial de Rallys, siguen siendo hoy en día la marca más exitosa estadísticamente (a pesar de haberse retirado al final de la temporada de 1993), ganando los títulos de constructores con el Stratos (1974, 1975 y 1976), el 037 (1983) y el Delta (seis consecutivas desde 1987 hasta 1992). El Delta es también el modelo individual de mayor éxito que ha competido en los rallies. Todo esto dio a Lancia un total de 11 campeonatos en los últimos años.
Juha Kankkunen y Miki Biasion ganaron dos títulos de pilotos con el Delta. Otros pilotos que ganaron a los mandos de un Lancia fueron Markku Alén, Didier Auriol, Sandro Munari, Darniche Bernard, Walter Röhrl, Björn Waldegård y Henri Toivonen. La historia de la marca en los rallyes también está teñida de tragedia, con la muerte de Attilio Bettega, piloto italiano en el Tour de Córcega de 1985 a los mandos de un Lancia 037 y luego el finlandés Toivonen en un Lancia Delta S4 en el mismo circuito, exactamente un año después. Estas muertes finalmente conduciría a la prohibición de los Grupos B del mundial de rallies.

### Sport Prototipos

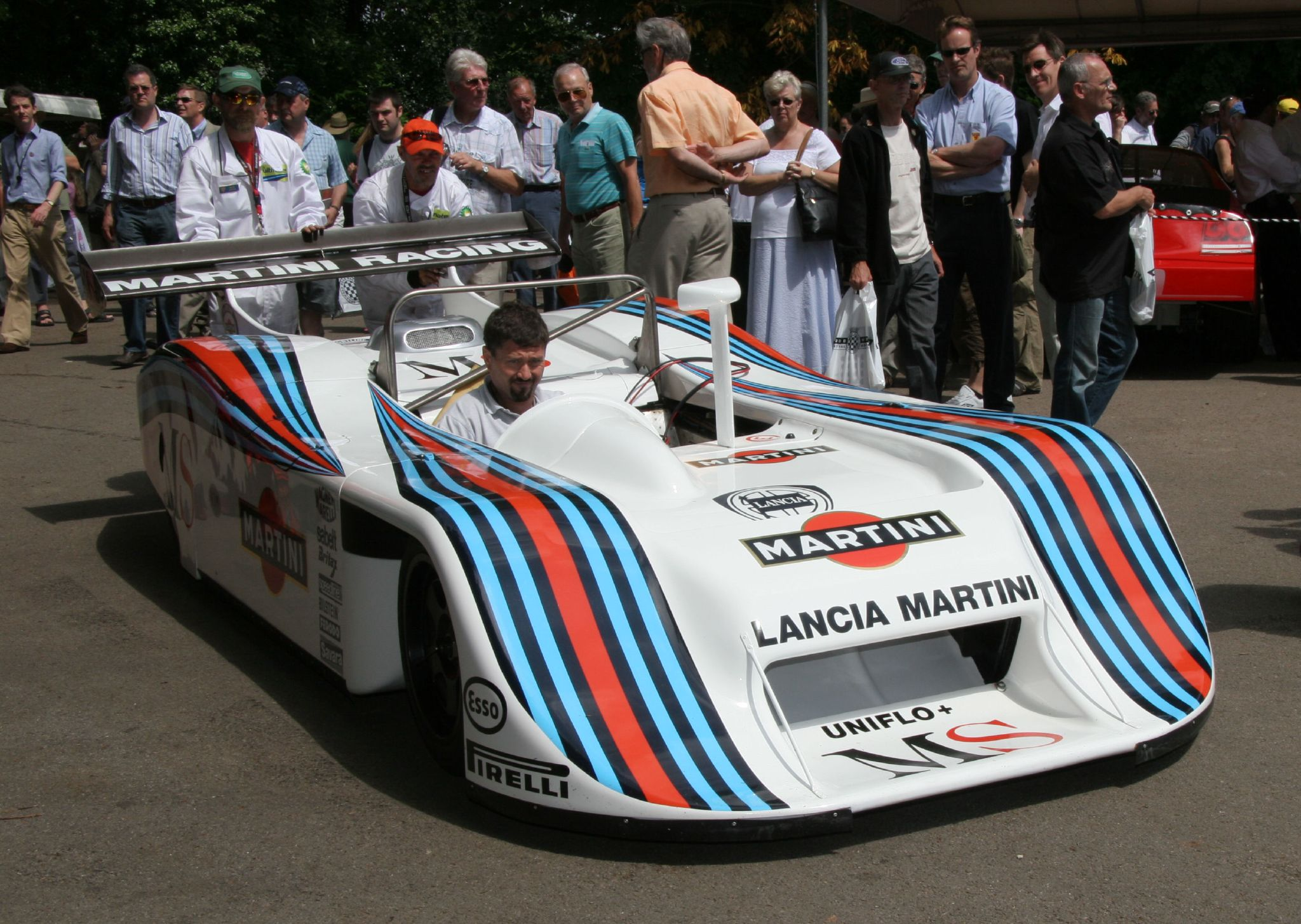
Lancia LC1 del Grupo 6

Durante el dominio de Lancia en los rallies, la empresa también se expandió a la competición de sport prototipos desde 1970 hasta mediados de la década de 1980. Originalmente comenzaron con el Stratos HF en el Grupo 4, así como un breve interludio con una rara versión del Grupo 5. El coche fue sustituido por el Montecarlo Turbo. En 1982 el equipo se trasladó hasta el Grupo 6 con el LC1 Spyder, seguido por el Grupo C LC2 cupé que incluía un motor Ferrari en 1983. El LC2 fue un serio competidor del Porsche 956 en términos de velocidad pura, asegurando 13 pole positions durante su vida útil. Sin embargo, sus resultados en carrera se vieron obstaculizados por la escasa fiabilidad y baja economía de combustible, logrando triunfar en solo tres carreras en Europa y una en el Campeonato Mundial de Resistencia. La incapacidad del equipo para batir a los dominantes Porsche 956 y 962 obligaron a la marca a abandonar la categoría a finales de 1986, para concentrase en los rallies. A pesar de ello, algunos equipos privados siguieron compitiendo con el LC2 con pobres resultados hasta principios de 1990.

## Resultados

### Fórmula 1
(Clave) (negrita indica pole position) (cursiva indica vuelta rápida)

| Año     | Chasis | Motor       | Neu. | Pilotos             | 1    | 2   | 3   | 4   | 5   | 6   | 7   | 8   | 9   | Puntos | Pos. |
| ------- | ------ | ----------- | ---- | ------------------- | ---- | --- | --- | --- | --- | --- | --- | --- | --- | ------ | ---- |
| 1954    | D50    | DS50 2.5 V8 | P    |                     | ARG  | 500 | BEL | FRA | GBR | GER | SUI | ITA | ESP | -*     | -*   |
| 1954    | D50    | DS50 2.5 V8 | P    | Alberto Ascari      |      |     |     |     |     |     |     |     | Ret | -*     | -*   |
| 1954    | D50    | DS50 2.5 V8 | P    | Luigi Villoresi     |      |     |     |     |     |     |     |     | Ret | -*     | -*   |
| 1955    | D50    | DS50 2.5 V8 | P    |                     | ARG  | MON | 500 | BEL | NED | GBR | ITA |     |     | -*     | -*   |
| 1955    | D50    | DS50 2.5 V8 | P    | Alberto Ascari      | Ret  | Ret |     |     |     |     |     |     |     | -*     | -*   |
| 1955    | D50    | DS50 2.5 V8 | P    | Luigi Villoresi     | Ret‡ | 5   |     |     |     |     |     |     |     | -*     | -*   |
| 1955    | D50    | DS50 2.5 V8 | P    | Eugenio Castellotti | Ret‡ | 2   |     | Ret |     |     |     |     |     | -*     | -*   |
| 1955    | D50    | DS50 2.5 V8 | P    | Louis Chiron        |      | 6   |     |     |     |     |     |     |     | -*     | -*   |
| Fuente: |        |             |      |                     |      |     |     |     |     |     |     |     |     |        |      |

- * El Campeonato de Constructores no existió hasta 1958

### Rallies

#### Campeonato Internacional de Marcas
| Temporada | Automóvil       | Pilotos principales                                                                | Victorias | Puntos | Posición |
| --------- | --------------- | ---------------------------------------------------------------------------------- | --------- | ------ | -------- |
| 1970      | Fulvia Coupé HF | Amilcare Ballestrieri Sergio Barbasio Giorgio Pianta Harry Källström               | 1         | 16     | 3        |
| 1971      | Fulvia Coupé HF | Simo Lampinen Harry Källström Amilcare Ballestrieri Sergio Barbasio Giorgio Pianta | 0         | 16     | 4        |
| 1972      | Fulvia Coupé HF | Sandro Munari Simo Lampinen Amilcare Ballestrieri Sergio Barbasio                  | 3         | 97     | 1º       |

### Campeonato Mundial de Rallies
- Campeonato Mundial de Rallies

| Temporada | Automóvil                                 | Principales Pilotos                                                                            | Victorias | Puntos | Posición |
| --------- | ----------------------------------------- | ---------------------------------------------------------------------------------------------- | --------- | ------ | -------- |
| 1973      | Fulvia Coupé HF                           | Harry Källström Sandro Munari Simo Lampinen Amilcare Ballestrieri Ove Andersson                | 0         | 17     | 13º      |
| 1974      | Fulvia Coupé HF Stratos HF Beta Coupé     | Sandro Munari Shekhar Mehta Simo Lampinen Jean-Claude Andruet                                  | 3         | 94     | 1º       |
| 1975      | Stratos HF Beta Coupé                     | Sandro Munari Shekhar Mehta Simo Lampinen Björn Waldegård Jean-Claude Andruet Bernard Darniche | 4         | 96     | 1º       |
| 1976      | Stratos HF                                | Sandro Munari Simo Lampinen Björn Waldegård Bernard Darniche Raffaele Pinto                    | 4         | 112    | 1º       |
| 1977      | Stratos HF                                | Sandro Munari Raffaele Pinto Simo Lampinen                                                     | 1         | 60     | 5º       |
| 1978      | Stratos HF                                | Sandro Munari Fulvio Bacchelli Stig Blomqvist Markku Alén                                      | 1         | 49     | 7º       |
| 1979      | Stratos HF                                | Bernard Darniche Antonio "Tony" Fassina Markku Alén                                            | 3         | 65     | 4º       |
| 1980      | Stratos HF                                | Bernard Darniche “Siroco” Fabrizio Tabaton                                                     | 0         | 20     | 10º      |
| 1981      | Stratos HF                                | Bernard Darniche Markku Alén                                                                   | 1         | 28     | 10º      |
| 1982      | Lancia 037                                | Markku Alén Attilio Bettega Adartico Vudafieri Fabrizio Tabaton                                | 0         | 25     | 9º       |
| 1983      | Lancia 037                                | Walter Röhrl Markku Alén Attilio Bettega                                                       | 5         | 118    | 1º       |
| 1984      | Lancia 037                                | Miki Biasion Markku Alén Attilio Bettega                                                       | 1         | 108    | 2º       |
| 1985      | Lancia 037 Delta S4                       | Miki Biasion Markku Alén Henri Toivonen                                                        | 1         | 70     | 3º       |
| 1986      | Lancia 037 Delta S4                       | Miki Biasion Markku Alén Henri Toivonen                                                        | 4         | 122    | 2º       |
| 1987      | Delta HF 4WD                              | Miki Biasion Juha Kankkunen Markku Alén                                                        | 9         | 140    | 1º       |
| 1988      | Delta HF 4WD Delta HF Integrale           | Bruno Saby Miki Biasion Markku Alén                                                            | 10        | 140    | 1º       |
| 1989      | Delta HF Integrale Delta HF Integrale 16V | Bruno Saby Miki Biasion Markku Alén Didier Auriol                                              | 7         | 140    | 1º       |
| 1990      | Delta HF Integrale 16V                    | Miki Biasion Juha Kankkunen Didier Auriol                                                      | 6         | 137    | 1º       |
| 1991      | Delta HF Integrale 16V                    | Miki Biasion Juha Kankkunen Didier Auriol Bruno Saby                                           | 6         | 137    | 1º       |
| 1992      | Delta HF Integrale                        | Juha Kankkunen Didier Auriol Philippe Bugalski Björn Waldegård                                 | 8         | 140    | 1º       |

### Campeonatos Mundial de Resistencia
| Temporada | Categoría        | Chasis          | Pilotos principales                                                                          | Pruebas disputadas | Victorias | Puntos | Posición                     |
| --------- | ---------------- | --------------- | -------------------------------------------------------------------------------------------- | ------------------ | --------- | ------ | ---------------------------- |
| 1979      | Grupo 5 2 litros | Beta Montecarlo | Riccardo Patrese Walter Röhrl Markku Alén                                                    | 5 de 9             | 2         | 30     | Campeón                      |
| 1980      | Grupo 5 2 litros | Beta Montecarlo | Riccardo Patrese Michele Alboreto Walter Röhrl Hans Heyer Eddie Cheever                      | 10 de 11           | 10        | 240    | Campeón                      |
| 1981      | Grupo 5 2 litros | Beta Montecarlo | Riccardo Patrese Michele Alboreto Andrea de Cesaris Henri Pescarolo Hans Heyer Eddie Cheever | 6 de 15            | 6         | 100    | Campeón                      |
| 1982      | Grupo 6          | LC1             | Riccardo Patrese Michele Alboreto Teo Fabi Piercarlo Ghinzani Alessandro Nannini             | 8 de 8             | 3         | 0      | sin clasificación en Grupo 6 |
| 1983      | Grupo C          | LC2             | Riccardo Patrese Michele Alboreto Teo Fabi Hans Heyer                                        | 6 de 7             | 1         | 32     | 2                            |
| 1984      | Grupo C          | LC2             | Riccardo Patrese Alessandro Nannini Bob Wollek                                               | 7 de 11            | 1         | 57     | 2                            |
| 1985      | Grupo C          | LC2             | Alessandro Nannini Mauro Baldi Bob Wollek Henri Pescarolo                                    | 7 de 10            | 1         | 58     | 2                            |